# تفجير أنتويرب 1981

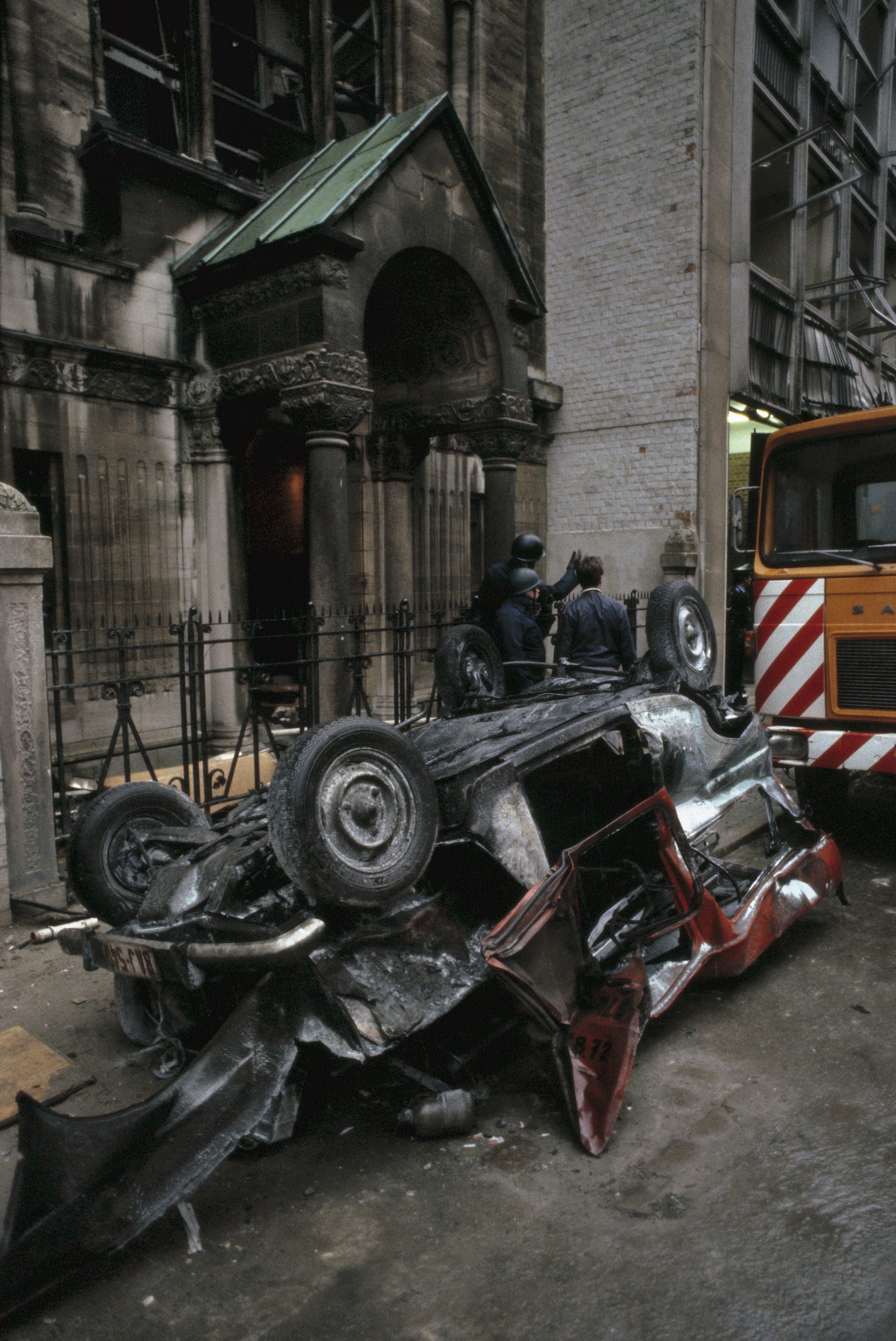

في 20 أكتوبر 1981 انفجرت شاحنة مفخخة أمام كنيس يهودي برتغالي في وسط أنتويرب في بلجيكا. قتل ثلاثة أشخاص وجرح 106 أشخاص.

## التفجير
انفجر الانفجار في الأبواب والنوافذ الزجاجية الملونة في الكنيس وحطمت واجهات المحلات والنوافذ التي حولها. كانت القنبلة مخبأة في شاحنة تسليم واقفة بين عشية وضحاها مع إزالة عجلة واحدة كما لو أنها قد انكسرت. بعد الانفجار لم يتبق سوى محاور السيارة والزجاج والحطام الآخر.
وقع الهجوم صباح يوم الثلاثاء في منطقة الماس في أنتويرب قبل وقت قصير من بدء خدمات سيمشات توراه الدينية. أعقب ذلك عام واحد من عام 1980 لتفجير كنيس باريس الذي وقع عشية سيمشات توراه. أدان رئيس الوزراء البلجيكي آنذاك مارك إيسكينز هذا التفجير بأنه «شرير شيطاني».
أعلنت الجماعة الإرهابية الفلسطينية أيلول الأسود مسؤوليتها عن الهجوم.